# Fabio Felline
Fabio Felline (* 29. März 1990 in Turin) ist ein italienischer Radrennfahrer.

## Karriere

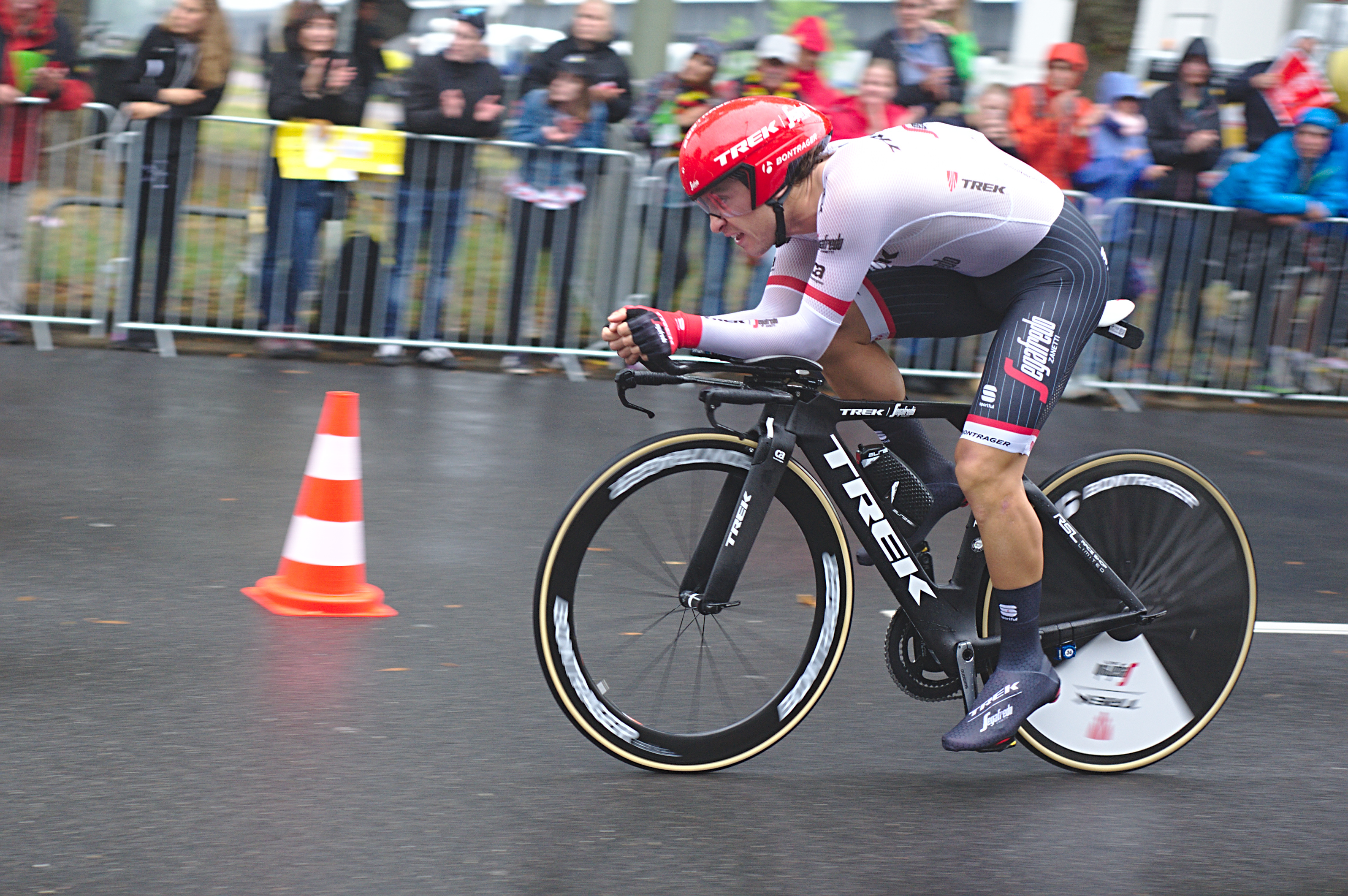
Im Einzelzeitfahren beim Grand Départ in Düsseldorf

Fabio Felline wurde 2006 italienischer Meister im Einzelzeitfahren der Jugendklasse. 2010 erhielt er seinen ersten Vertrag für das Team Footon-Servetto und entschied im selben Jahr den Circuit de Lorraine für sich. Ein Jahr später gewann er eine Etappe der Brixia Tour und fuhr mit der Lombardei-Rundfahrt 2011 sein erstes Monumet des Radsports, das er auf Platz 22 beendete.
In den Jahren 2012 und 2013 fuhr er für die italienischen Androni Giocattoli-Venezuela Mannschaft und gewann bereits in seiner ersten Saison den Giro dell’Appennino. Nachdem er den Giro d’Italia 2012 auf dem 50. Gesamtrang beendet hatte und dabei einmal Etappenzweiter wurde, feierte beim Memorial Marco Pantani einen weiteren Sieg bei einem italienischen Eintagesrennen. Im Jahr 2013 gewann er jeweils eine Etappe Settimana Internazionale Coppi e Bartali und Slowenien-Rundfahrt.
Im Jahr 2014 wechselte zur US-amerikanischen Trek Factory Racing Mannschaft, die ein UCI WorldTeam war und später unter dem Namen Trek-Segafredo fuhr. Nach einer sieglosen Saison, in der er beim Giro d’Italia 2014 und der Vuelta a España 2014 startete, gewann er das Zeitfahren des Critérium International und wurde hinter Jean-Christophe Péraud und Thibaut Pinot Dritter der Gesamtwertung. Zudem sicherte er sich den Sieg in der Punktewertung. Im Anschluss feierte er bei der Baskenland-Rundfahrt 2015 seinen ersten Etappensieg in der UCI WorldTour. Am Ende der Saison war er beim Grand Prix de Fourmies erneut erfolgreich.
Im Jahr 2016 stürzte Fabio Felline beim Amstel Gold Race noch vor dem offiziellen Start, als er mit der Hand zwischen Vorderrad und Gabel etwas richten wollte und sich dabei in den Speichen verfing. Im Spital von Maastricht wurde im Anschluss ein Nasenbeinbruch und Schädelbasisbruch festgestellt, wodurch Felline für mehrere Wochen ausfiel. Nach seiner Genesung wurde er Gesamtzweiter der Polen-Rundfahrt und fuhr im Anschluss auf fünf Etappen der Vuelta a España 2016 in die ersten drei Positionen. Fabio Felline konnte zwar keine Etappe gewinnen, sicherte sich jedoch den Sieg in der Punktewertung.
Mit einem Sieg bei der Trofeo Laigueglia für das italienische Nationalteam startete er in die Saison 2017 und gewann nach Platz vier beim Omloop Het Nieuwsblad das Prolog-Zeitfahren der Tour de Romandie, die er auf dem vierten Gesamtrang beendete. Nach Platz zwei bei den italienischen Zeitfahrmeisterschaften nahm er seine erste Tour de France in Angriff, musste diese jedoch auf der 14. Etappe aufgeben. Nach zwei sieglosen Jahren wechselte er mit dem Jahr 2020 zum Astana Pro Team.
In seiner ersten Saison für das kasachische UCI WorldTeam gewann er im Jahr 2020 zum zweiten Mal beim Memorial Marco Pantani, konnte jedoch in den nachfolgenden Rennen nicht an seine früheren Leistungen anschließen. Nach drei sieglosen Saisonen, in denen er mehrere Grand Tours bestritt, wechselte er 2024 zurück zum Lidl-Trek Team (früher Trek-Segafredo), ehe er seine Karriere mit dem Ablauf der Saison zunächst beendete. Im Juni 2025 schloss er sich jedoch dem italienischen Continental-Team MBH Bank Ballan CSB an.

## Erfolge
2006
- Italienischer Meister (Jugend) – Einzelzeitfahren

2008
- Gesamtwertung und eine Etappe Tre Giorni Orobica

2010
- Gesamtwertung und zwei Etappen Circuit de Lorraine

2011
- eine Etappe Brixia Tour

2012
- Giro dell’Appennino
- Memorial Marco Pantani

2013
- eine Etappe Settimana Internazionale
- eine Etappe Slowenien-Rundfahrt

2015
- eine Etappe Critérium International
- eine Etappe Baskenland-Rundfahrt
- Grand Prix de Fourmies

2016
- Punktewertung Vuelta a España

2017
- Trofeo Laigueglia
- Prolog Tour de Romandie

2020
- Memorial Marco Pantani

## Grand-Tour-Platzierungen
| Grand Tour            | 2010 | 2011 | 2012 | 2013 | 2014 | 2015 | 2016 | 2017 | 2018 | 2019 | 2020 | 2021 | 2022 | 2023 | 2024 |
| --------------------- | ---- | ---- | ---- | ---- | ---- | ---- | ---- | ---- | ---- | ---- | ---- | ---- | ---- | ---- | ---- |
| Giro d’ItaliaGiro     | –    | –    | 50   | 43   | 96   | 32   | –    | –    | –    | –    | 25   | DNF  | 41   | –    | –    |
| Tour de FranceTour    | DNF  | –    | –    | –    | –    | –    | –    | DNF  | –    | 65   | –    | –    | DNF  | –    | –    |
| Vuelta a EspañaVuelta | –    | –    | –    | –    | 105  | –    | 25   | –    | 61   | –    | –    | –    | –    | 76   | –    |